# Champ Bourda
Le Champ Bourda, également connu sous le nom de Pelouse de la Ligue Girondine à partir de 1908, est un ancien complexe sportif situé à Pau, dans le quartier du 14-Juillet, en bordure du gave de Pau.
Implanté dans les années 1890, il naît dans le sillage de l’engouement des hivernants britanniques pour le polo et accueille par la suite de nombreuses disciplines sportives. Il constitue un site fondateur pour la Section paloise, qui y fait ses débuts en barette avant de migrer au stade de la Croix du Prince en 1910.
Inauguré officiellement le 21 octobre 1906 par le ministre Joseph Ruau et Louis Barthou lors de la Fête de la Mutualité agricole de Pau, le Champ Bourda marque durablement l’histoire sportive locale.
Le site accueille au fil des années du polo, de la barrette, du rugby, du football ou encore de l’athlétisme. Il est également utilisé par le 18e régiment d’infanterie.
D'une capacité de 5 000 places, il comprend deux tribunes avant d’être démoli en 1928 pour laisser place à des lotissements. Seul subsiste aujourd’hui le square Mazoyer, situé à l’ouest de la rue du XIV-Juillet, entre les rues de Jurançon et de l’Abattoir, en mémoire de ce lieu sportif emblématique.

## Histoire

### Le polo et la présence britannique

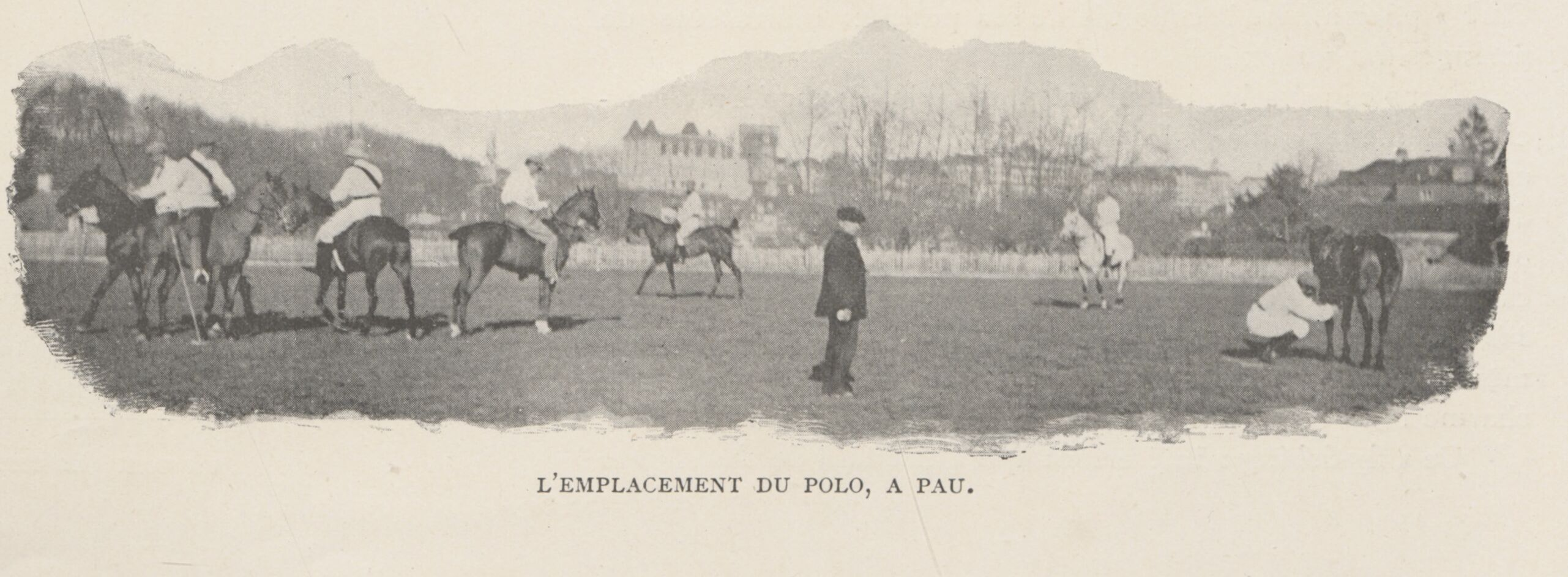
Le polo à Pau en 1885.

Dès les années 1840, Pau devient une station climatique prisée des hivernants britanniques. L’ouvrage du docteur écossais Alexander Taylor en 1843, conjugué aux récits de voyage de Sarah Stickney Ellis, contribue à l’essor de la ville.
Les Britanniques développent un art de vivre avec la pratique du golf, de la chasse au renard (Pau fox hunt) ou encore du polo, introduit à Pau dans les années 1890. Le Champ Bourda devient rapidement leur principal terrain de jeu pour ce sport spectaculaire.
Les tribunes confortables permettent aux spectateurs d’assister à des rencontres internationales, comme le match Écosse–États-Unis en 1893.

Des figures majeures comme les frères Escandón – Manuel, Eustaquio et Pablo – y évoluent avant de décrocher la première médaille olympique du Mexique lors des Jeux olympiques de 1900.

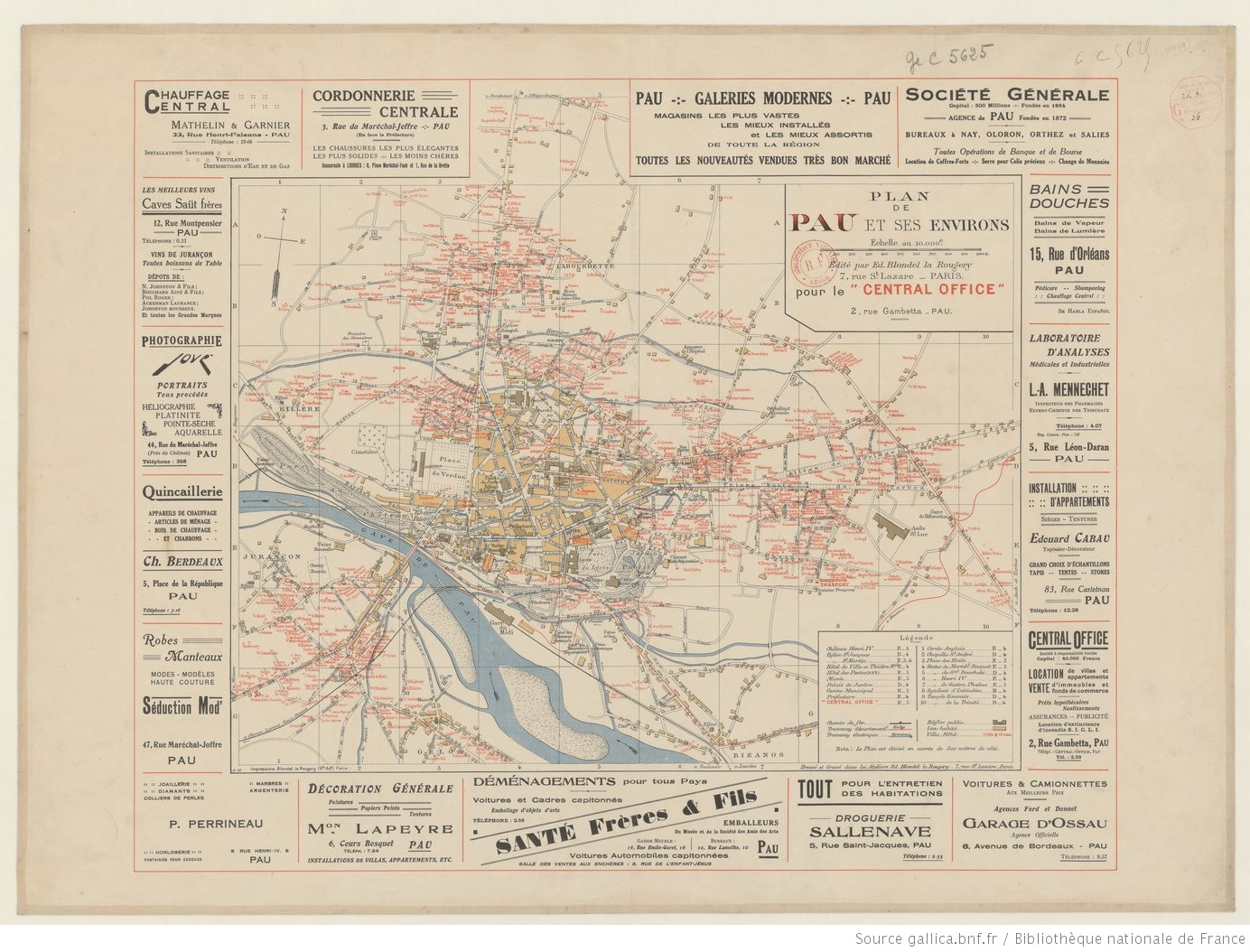
Plan de Pau et ses environs en 1929, avec le Champ Bourda sur la Rive Gauche du gave

À partir des années 1880, le Champ Bourda est utilisé pour l'organisation des lendits scolaires initiés par le docteur Philippe Tissié.
Ce vaste complexe d’environ trois hectares, comprenant notamment un terrain de barrette ou de rugby à XV dans sa partie supérieure, se prête alors à l’accueil de ces compétitions scolaires.
Douze épreuves sont disputées dans le cadre des lendits, telles que la course à pied, l’escrime, le cyclisme, le jeu de paume ou encore les exercices de gymnastique, avec un double système de classement : individuel et par établissements scolaires.
Le site sert également de base d’entraînement pour les militaires du 18e régiment d’infanterie.

### La barrette et les débuts du rugby palois

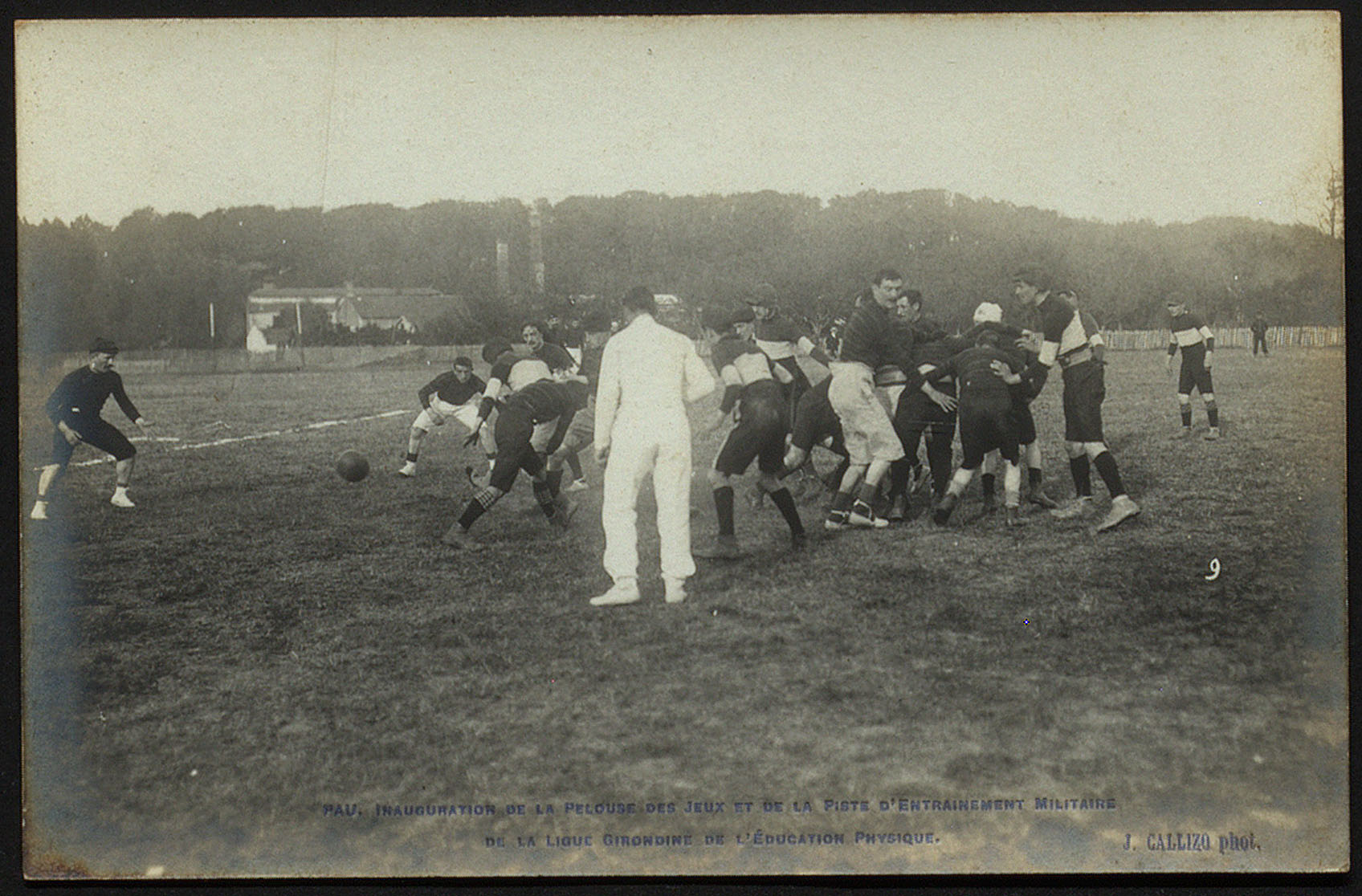
Match de barrette en 1901 au Champ Bourda.

Le terrain est amélioré à partir de 1901 pour accueillir la pratique de la barrette aquitaine, sport de contact précurseur du rugby,, sous l’impulsion du Stade palois, fondé par d’anciens élèves du lycée de Pau.
Le 10 mai 1903, la Pelouse des jeux est officiellement inaugurée, actant la transformation de l'ancien terrain de polo en stade moderne. La transformation du champ de polo en stade est assurée par les militaires du 18e RI, qui construisent également un mur d’enceinte pour en interdire l’accès aux intrus.
La rénovation est assurée par les équipes du 18e RI. Deux tribunes sont installées, permettant d’accueillir jusqu’à 5 000 spectateurs. Le stade devient le terrain de la Section paloise, fondée en 1902 et dont Henri Sallenave est l’un des membres fondateurs.
Le stade est officiellement inauguré par Joseph Ruau, alors Ministre de l'Agriculture et Louis Barthou le 21 octobre 1906, à l'occasion de la Fête de la Mutualité Agricole de Pau.
Les rencontres de rugby à XV de la Section paloise attirent les foules, et 3 000 personnes se massent régulièrement dans la tribune et autour du stade. La Section y disputait des parties de barette, notamment face à son rival local, le Sport athlétique béarnais, ainsi qu’au Ceste tarbais ou à la Section dacquoise,,. Lorsque le club change de pratique sportive pour se consacrer au rugby à XV, le Champ Bourda lui permet d'organiser des matches.
La Section paloise est le club résident jusqu’à l’ouverture du stade de la Croix du Prince en 1910. Le dernier match de la Section au Champ Bourda cette année-là : un derby face au Stadoceste tarbais.

### Disparition et mémoire
Le Champ Bourda est démoli en 1928 pour laisser place à des lotissements résidentiels. Il ne subsiste aujourd’hui qu’un espace vert nommé square Mazoyer, qui rappelle la mémoire de cet ancien lieu sportif situé entre les rues du XIV-Juillet, de Jurançon et de l’Abattoir.
Joseph Peyré, prix Goncourt en 1935 pour Sang et Lumières, consacre à ce stade une tribune dans le journal l'Auto.

## Galerie

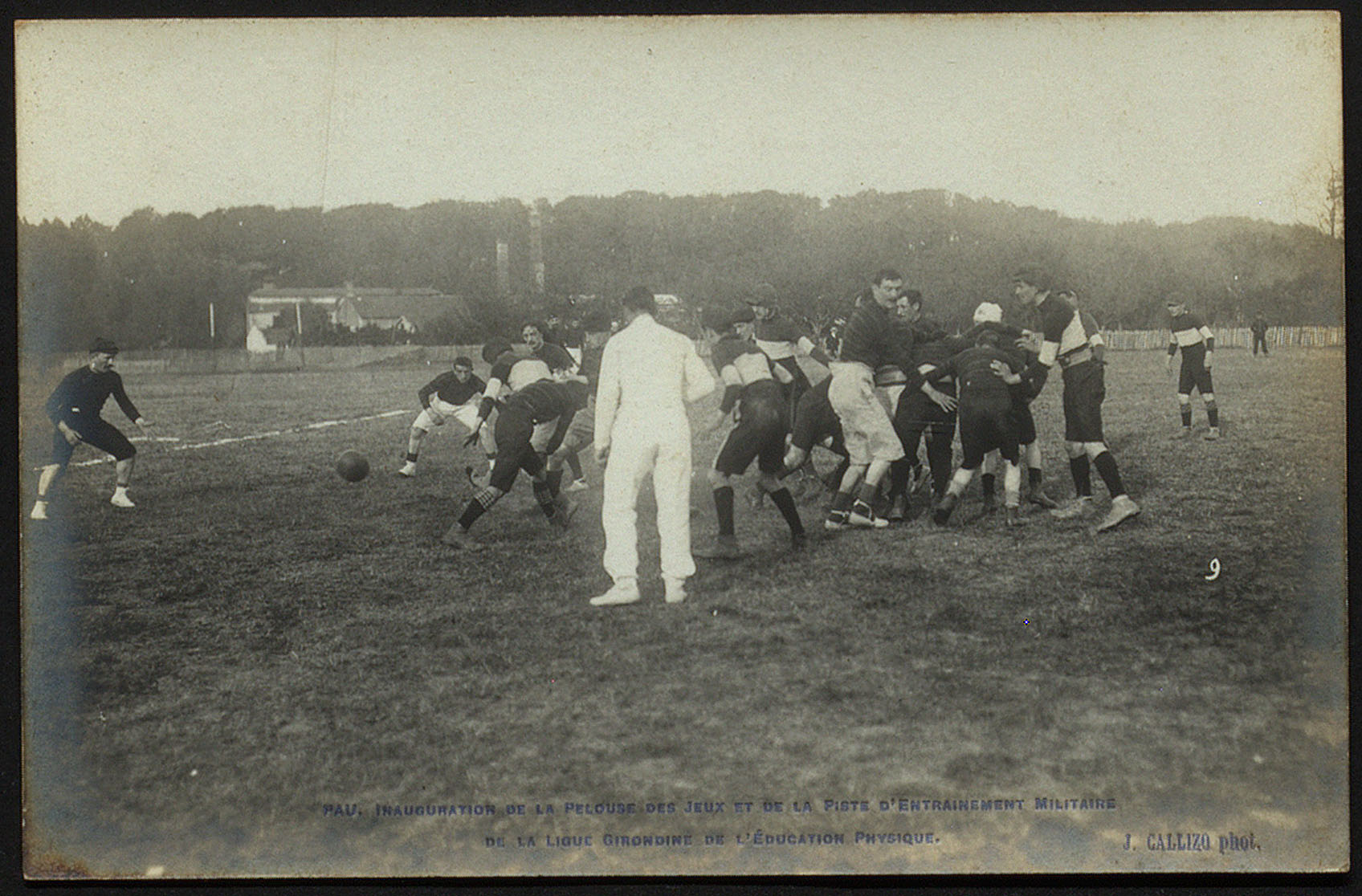
Match de barette lors de l'inauguration du champ Bourda.
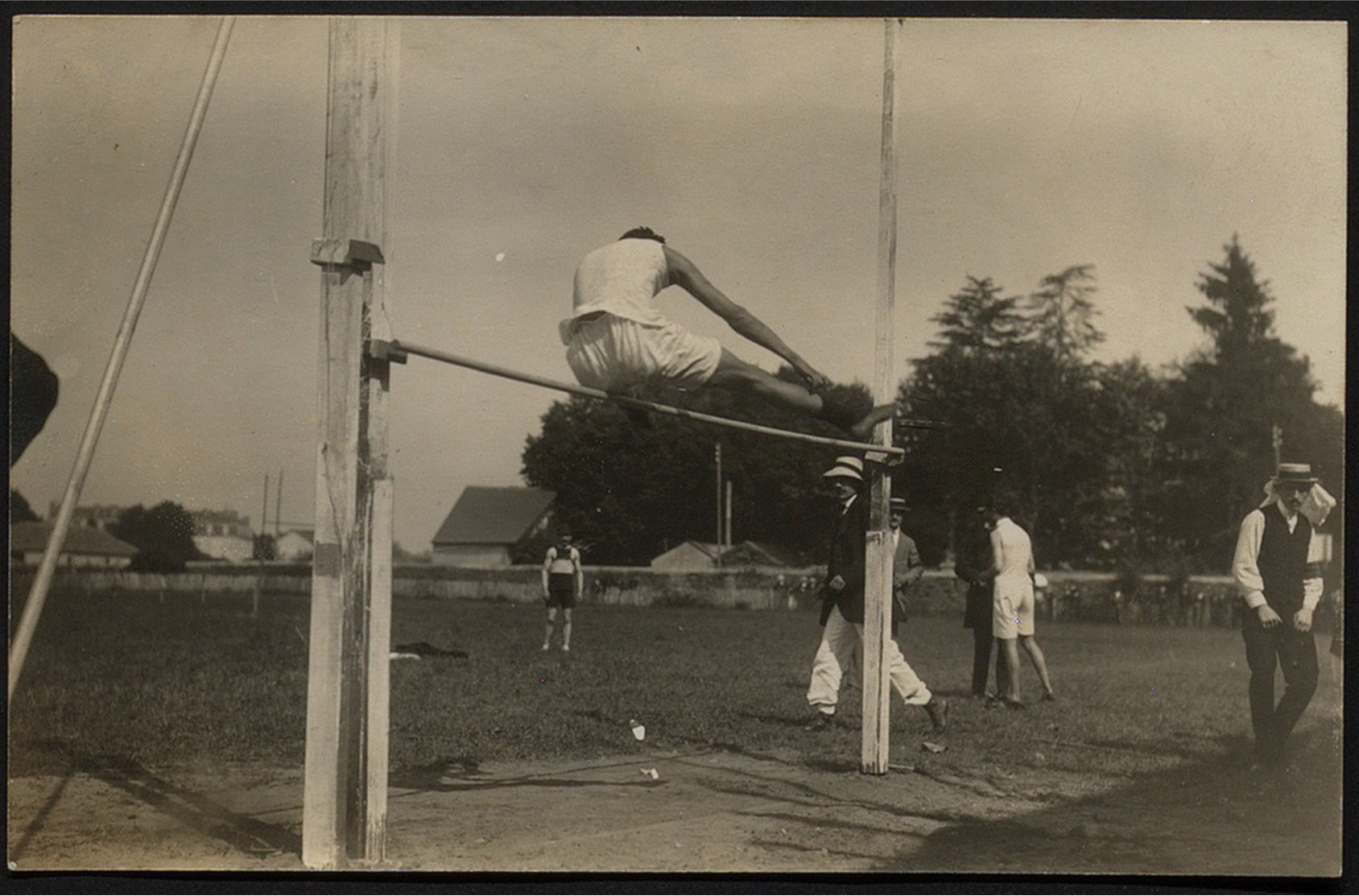
Saut à la perche durant un Lendit.
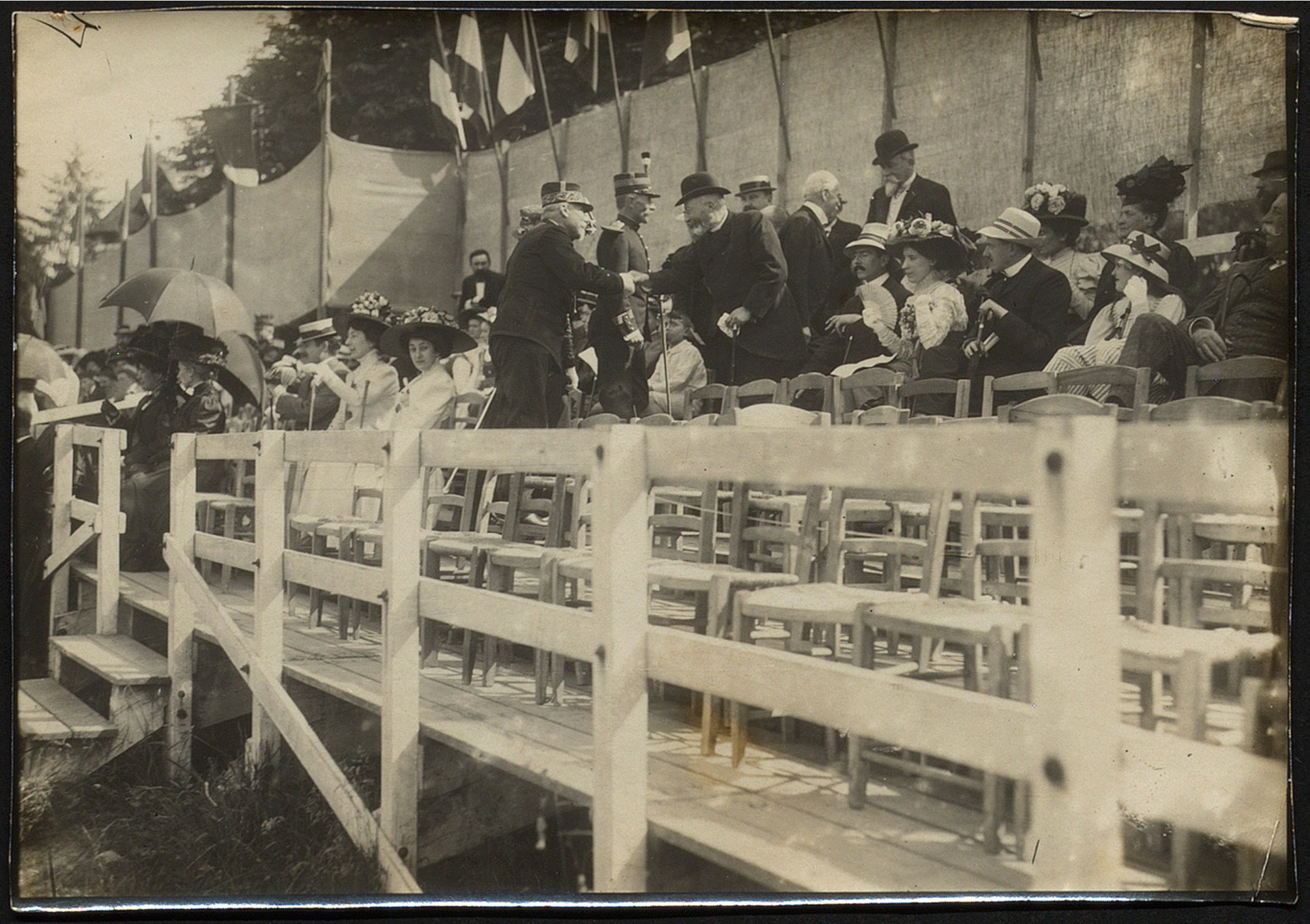
Tribune d’honneur lors d’une rencontre, avec des militaires du 18e régiment d'infanterie.